# 조안면
조안면(鳥安面)은 대한민국 경기도 남양주시의 면이다.

## 연혁
- 조선시대: 광주부 초부면
- 1906년: 초부면을 양주군으로 이관
- 1914년: 와공면·초부면 일부를 병합하여 와부면 설치
- 1940년 2월 14일: 조안출장소 설치 (6개리)
- 1980년 12월 1일: 와부면이 와부읍으로 승격
- 1985년 5월 27일: 행정리 9개리로 변경
- 1986년 4월 1일: 와부읍 조안출장소가 조안면(9개리)으로 승격되어 와부읍에서 분리[1]
- 1987년 7월 1일: 행정리 12개리로 변경
- 1989년 1월 1일: 시우리 일부를 와부읍으로 병합
- 2016년 1월 4일: 와부읍과 조안면을 관할로 와부·조안 행정복지센터 개청[2]

## 행정구역
| 법정리 | 한자명 | 행정리                    |
| ------ | ------ | ------------------------- |
| 능내리 | 陵內里 | 능내1리, 능내2리, 능내3리 |
| 삼봉리 | 三峯里 | 삼봉1리, 삼봉2리          |
| 송촌리 | 松村里 | 송촌1리, 송촌2리          |
| 시우리 | 時雨里 | 시우리                    |
| 조안리 | 鳥安里 | 조안1리, 조안2리          |
| 진중리 | 鎭中里 | 진중1리, 진중2리          |

## 교통
● 수도권 전철 경의·중앙선
- 운길산역

중앙선이 통과한다. 중앙선 복선 전철화 이전에는 능내역이 있었으며, 중앙선 복선화 이후 패쇄되어 관광지로 이용되고 있다. 이후, 2008년 12월 19일 운길산역이 개통되어 능내역의 역할을 대신하고 있다.

### 간선 도로
| 구분 | 도로 이름                                              |
| ---- | ------------------------------------------------------ |
| 도로 | 경강로, 고래산로, 다산로, 운길산로, 재재기로, 북한강로 |

## 슬로시티 선정
국제 슬로우시티 연맹에 의해 2010년 11월 30일 슬로시티로 지정되었다.
슬로시티는 전통보존, 지역민 중심, 생태주의 등 이른바 ‘느림의 철학’을 바탕으로 지속가능한 발전을 추구하는 도시를 뜻한다.
조안면은 수도권 최초의 슬로시티로서 북한강과 남한강의 수려함과 다산 정약용 생가와 박물관, 연꽃단지 등 전통 자연유산과 함께 문화재적 가치가 높고, 깨끗한 물과 토양을 지닌 생태도시의 전형을 보여주는 것 등이 주요하게 작용한 것으로 전해졌다.
이에 따라 시는 앞으로 수도권에 위치한 지리적 이점을 최대한 활용해 슬로시티관광 마케팅에 주력할 방침이다. 또 조안면 12개리 지역에 연꽃단지 활성화 사업 등 마을별 특화사업을 적극적으로 발굴, 육성할 계획이다.

## 교육 기관
| 학교명       | 소재지                    | 비고 |
| ------------ | ------------------------- | ---- |
| 연세중학교   | 조안면 북한강로 545       |      |
| 조안초등학교 | 조안면 북한강로229번길 20 |      |
| 송촌초등학교 | 조안면 북한강로499번길 31 |      |

## 관광
수도권 최초의 슬로시티로 지정되었다.
북한강, 남한강, 운길산(雲吉山) 등이 있다.
능내리에는 다산 정약용 생가(다산유적지), 실학박물관, 정약용 실학생태동산, 연꽃단지, 능내역사, 한확선생신도비 등도 있다.
조안리에는 운길산역과 조안면사무소가 있다.
진중리에는 물의 정원, 슬로시티문화관, 변협장군묘, 고려장터, 주필거미박물관 등이 있다.
송촌리에는 슬로푸드문화원과 한음 이덕형선생별서터가 있다.
삼봉리에는 남양주시 유기농 테마파크, 남양주 종합촬영소, 왈츠닥터만 커피박물관 등이 있다.